# Absurda cenicienta
Absurda cenicienta è il quarto album in studio della cantante argentino-spagnola Chenoa, pubblicato nel 2007.

## Tracce
1. Todo irá bien
2. El bolsillo del revés
3. Absurda cenicienta (Shortcut to Heaven)
4. Sonríeme si eres tú
5. Algo de los dos
6. Mucho rodaje
7. Vive tu vida
8. Dieciséis
9. Ayúdame
10. Cita a ciegas
11. Hola como te va
12. Para sentirte